# Ilias Chair
Ilias Emilian Chair (en árabe: إلياس شاعير; Amberes, 30 de octubre de 1997) es un futbolista marroquí que juega de centrocampista en el Queens Park Rangers F. K. de la EFL Championship y es internacional con la selección de Marruecos.

## Trayectoria

### Lierse SK
Chair comenzó su carrera en el sistema juvenil en Lierse. También pasó un tiempo en la academia del Club Brugge, así como en la Academia JMG de Bélgica. Chair hizo su debut profesional con el Lierse a la edad de 17 años, jugando en la Segunda División belga, cuando llegó como suplente en el minuto 76 en el empate 1-1 del Lierse ante Coxyde el 9 de agosto de 2015. Posteriormente, comenzó su primer partido un mes después, el 9 de septiembre de 2015, jugando los 90 minutos completos en una derrota en casa por 3-2 ante el Círculo de Brujas. 

### Queens Park Rangers
Chair fue a una prueba con el QPR en enero de 2017. Durante el período de prueba, anotó en la victoria por 3-1 en un amistoso de la Sub-23 contra el Bournemouth. Posteriormente firmó por el QPR de forma permanente el 31 de enero de 2017, Chair fue agregado al equipo de desarrollo de élite del club y pasó el resto de la temporada 2016-17 jugando para el equipo sub-23 del club. Después de impresionar al entrenador del QPR, Ian Holloway, en el entrenamiento, Chair fue suplente en la primera ronda de la EFL Cup contra el Northampton Town en Loftus Road el 8 de agosto de 2017. Reemplazó a Luke Freeman en el minuto 63 del partido para hacer su debut con el primer equipo. Chair hizo su primera aparición como titular para QPR en una derrota por 1-0 contra el Preston North End en Deepdale el 2 de diciembre de 2017. Firmó una extensión de contrato de dos años con el club el 9 de febrero de 2018, manteniéndolo en el club hasta el verano de 2020. Anotó su primer gol para el club durante el último partido en casa del QPR de la campaña 2017-18 el 28 de abril de 2018, anoto de volea para sellar la victoria 3-1 contra el Birmingham City. Chair hizo siete apariciones con el primer equipo durante la temporada, anotando una vez. Después de haber hecho ocho apariciones para QPR durante la primera mitad de la temporada 2018-19.

### Stevenage
Chair se unió al Stevenage de la League Two en un acuerdo de préstamo por el resto de la temporada el 31 de enero de 2019. Hizo su debut en Stevenage en la victoria 1-0 del club sobre Yeovil Town en Broadhall Way el 2 de febrero de 2019, jugando el partido completo. Chair anotó sus primeros goles para Stevenage al final del empate 2-2 ante el líder de la liga el Lincoln City el 16 de febrero de 2019 . Un mes después, el 12 de marzo de 2019, anotó para el 2-0 del Stevenage contra el Swindon Town. Chair fue nominado para el Jugador del Mes de la League Two para marzo de 2019 habiendo contribuido con cuatro goles y cuatro asistencias durante el mes. Hizo 16 apariciones, anotando seis veces y asistiendo seis veces. El técnico del Stevenage, Dino Maamria, describió a Chair como "el mejor jugador que jamás haya usado la camiseta de Stevenage", así como el mejor jugador que haya jugado en la League Two.

### Regreso al QP
A su regreso a QPR, firmó un nuevo contrato de tres años con el club en septiembre de 2019. Chair se convirtió en un jugador clave para QPR al comienzo de la temporada 2019-20.
El 29 de enero de 2021, el presidente firmó un nuevo contrato de cuatro años y medio que lo mantendría en el club hasta 2025, y el club tenía la opción de extender este contrato por un año más.

## Selección nacional
Nació en Bélgica aunque tiene ascendencia marroquí. Ilias debutó en la selección marroquí con la sub-20 en junio de 2017, a continuación fue convocado ante Senegal consiguiendo una derrota de 1-0 con la sub-23 el 23 de marzo de 2018. Por último fue con la selección absoluta de Marruecos consiguiendo una victoria de 1-0 ante Ghana el 9 de junio de 2021.

### Participaciones en Copas del Mundo
| Mundial      | Sede  | Resultado     | Partidos | Goles |
| ------------ | ----- | ------------- | -------- | ----- |
| Mundial 2022 | Catar | Cuarto puesto | 1        | 0     |

## Estadísticas

### Clubes
Actualizado al último partido disputado el 12 de noviembre de 2022.
| Club                                 | Div.          | Temporada     | Liga  | Liga  | Copas nacionales | Copas nacionales | Copas internacionales | Copas internacionales | Total | Total | Media goleadora |
| Club                                 | Div.          | Temporada     | Part. | Goles | Part.            | Goles            | Part.                 | Goles                 | Part. | Goles | Media goleadora |
| ------------------------------------ | ------------- | ------------- | ----- | ----- | ---------------- | ---------------- | --------------------- | --------------------- | ----- | ----- | --------------- |
| Lierse SK · Bélgica                  | 2.ª           | 2015-16       | 2     | 0     | —                | —                | —                     | —                     | 2     | 0     | 0               |
| Lierse SK · Bélgica                  | Total club    | Total club    | 2     | 0     | 0                | 0                | 0                     | 0                     | 2     | 0     | 0               |
| Queens Park Rangers F. C. Inglaterra | 2.ª           | 2017-18       | 4     | 1     | 3                | 0                | —                     | —                     | 7     | 1     | 0.14            |
| Queens Park Rangers F. C. Inglaterra | 2.ª           | 2018-19       | 4     | 0     | 4                | 0                | —                     | —                     | 8     | 0     | 0               |
| Stevenage F. C. Inglaterra           | 3.ª           | 2018-19       | 16    | 6     | 0                | 0                | —                     | —                     | 16    | 6     | 0.38            |
| Stevenage F. C. Inglaterra           | Total club    | Total club    | 6     | 6     | 0                | 0                | 0                     | 0                     | 16    | 6     | 0.38            |
| Queens Park Rangers F. C. Inglaterra | 2.ª           | 2019-20       | 41    | 4     | 4                | 1                | —                     | —                     | 45    | 5     | 0.11            |
| Queens Park Rangers F. C. Inglaterra | 2.ª           | 2020-21       | 45    | 8     | 2                | 0                | —                     | —                     | 47    | 8     | 0.17            |
| Queens Park Rangers F. C. Inglaterra | 2.ª           | 2021-22       | 39    | 9     | 4                | 0                | —                     | —                     | 43    | 9     | 0.21            |
| Queens Park Rangers F. C. Inglaterra | 2.ª           | 2022-23       | 21    | 3     | 1                | 0                | —                     | —                     | 22    | 3     | 0.14            |
| Queens Park Rangers F. C. Inglaterra | Total club    | Total club    | 154   | 25    | 18               | 1                | 0                     | 0                     | 172   | 26    | 0.15            |
| Total carrera                        | Total carrera | Total carrera | 162   | 31    | 18               | 1                | 0                     | 0                     | 180   | 32    | 0.18            |